# Kościół Notre-Dame du Sablon w Brukseli

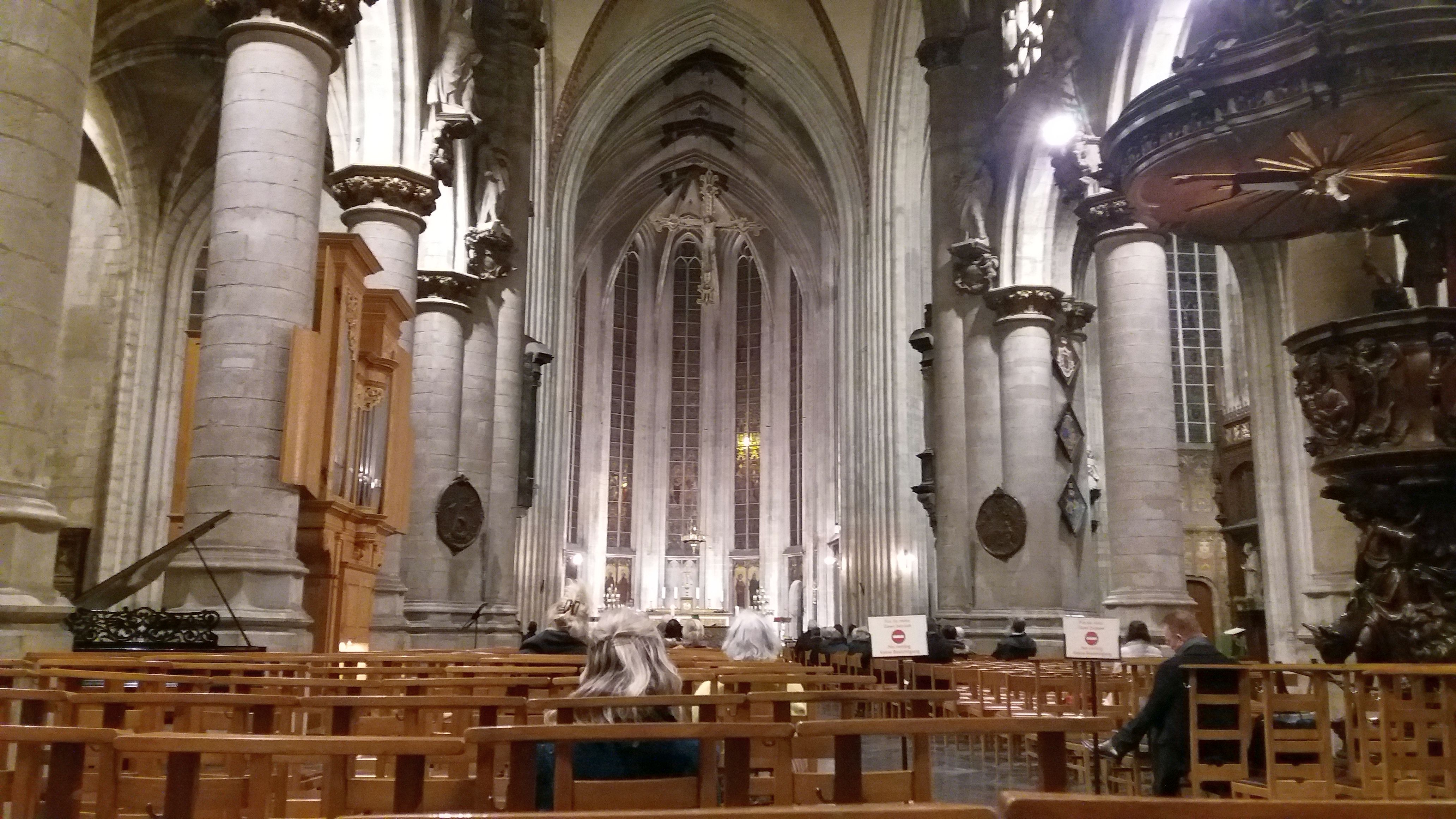
Wnętrze kościoła w 2019

Kościół Notre-Dame du Sablon w Brukseli (fr. Église Notre-Dame du Sablon de Bruxelles, hol. Onze-Lieve-Vrouw-ter-Zavelkerk) – kościół rzymskokatolicki, położony na placu Grand Sablon w centrum Brukseli. Stanowi istotny przykład gotyku brabanckiego będąc zarazem jednym z najdoskonalszych przykładów gotyku płomienistego w Belgii.

## Historia i architektura
Poprzedniczką kościoła na tym miejscu była kaplica zbudowana w 1304 roku na zlecenie cechu kuszników. Ten sam cech sfinansował również budowę kościoła (od ok. 1400 do ok. 1594 roku), dając mu wezwanie Notre-Dame des Victoires (pol. Najświętszej Marii Panny Zwycięskiej). Pięć naw kościoła zbudowano na cześć pięciu wojskowych cechów Brukseli. Kościół Notre-Dame du Sablon jest znany ze swej poczwórnej galerii z oknami, w których znajdują się jasne, kolorowe witraże, kontrastujące z szaro-białymi ścianami i  łukami. Wewnątrz znajdują się dwie barokowe kaplice udekorowane symbolami pogrzebowymi z białego marmuru. Jedna z nich, zbudowana z czarnego marmuru w latach 1651–1676, została poświęcona rodowi Thurn und Taxis, twórcy europejskiego ruchu pocztowego. Znanym elementem wyposażenia jest też posąg św. Huberta, wykradziony w przeszłości z Brukseli i zabrany do Antwerpii, skąd powrócił w 1348 roku do kościoła, w którym znajduje się do dziś.

### Witraże

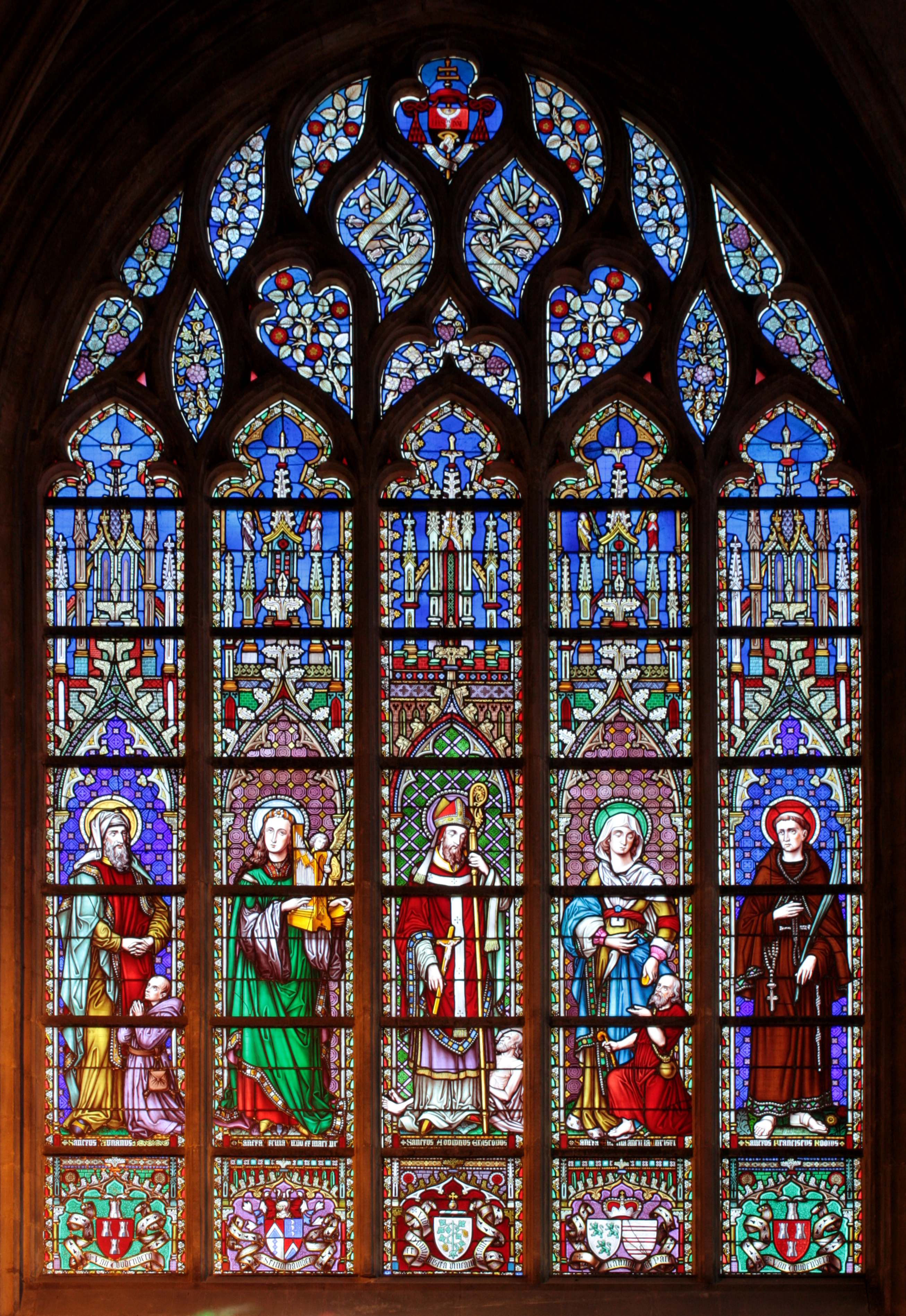
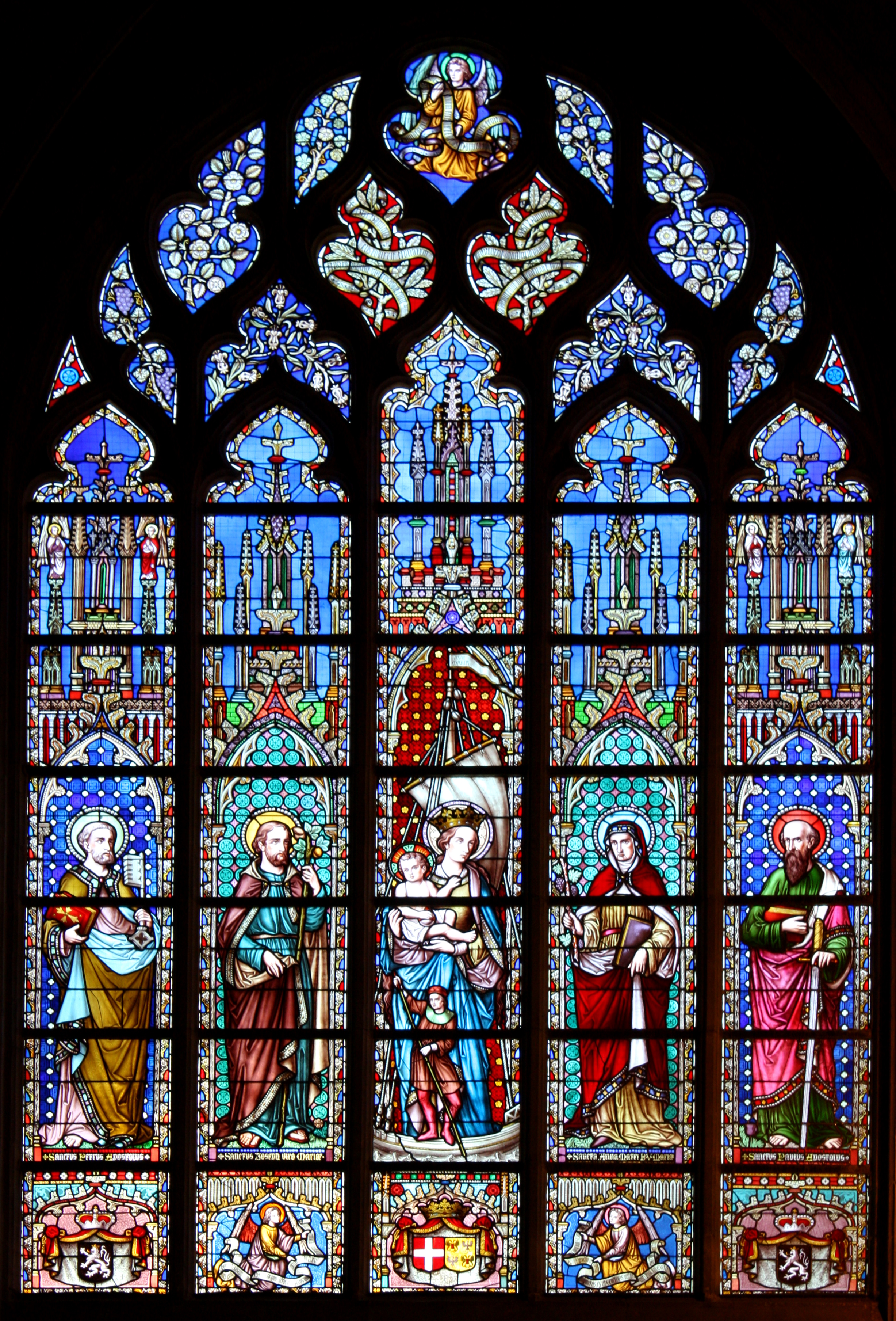
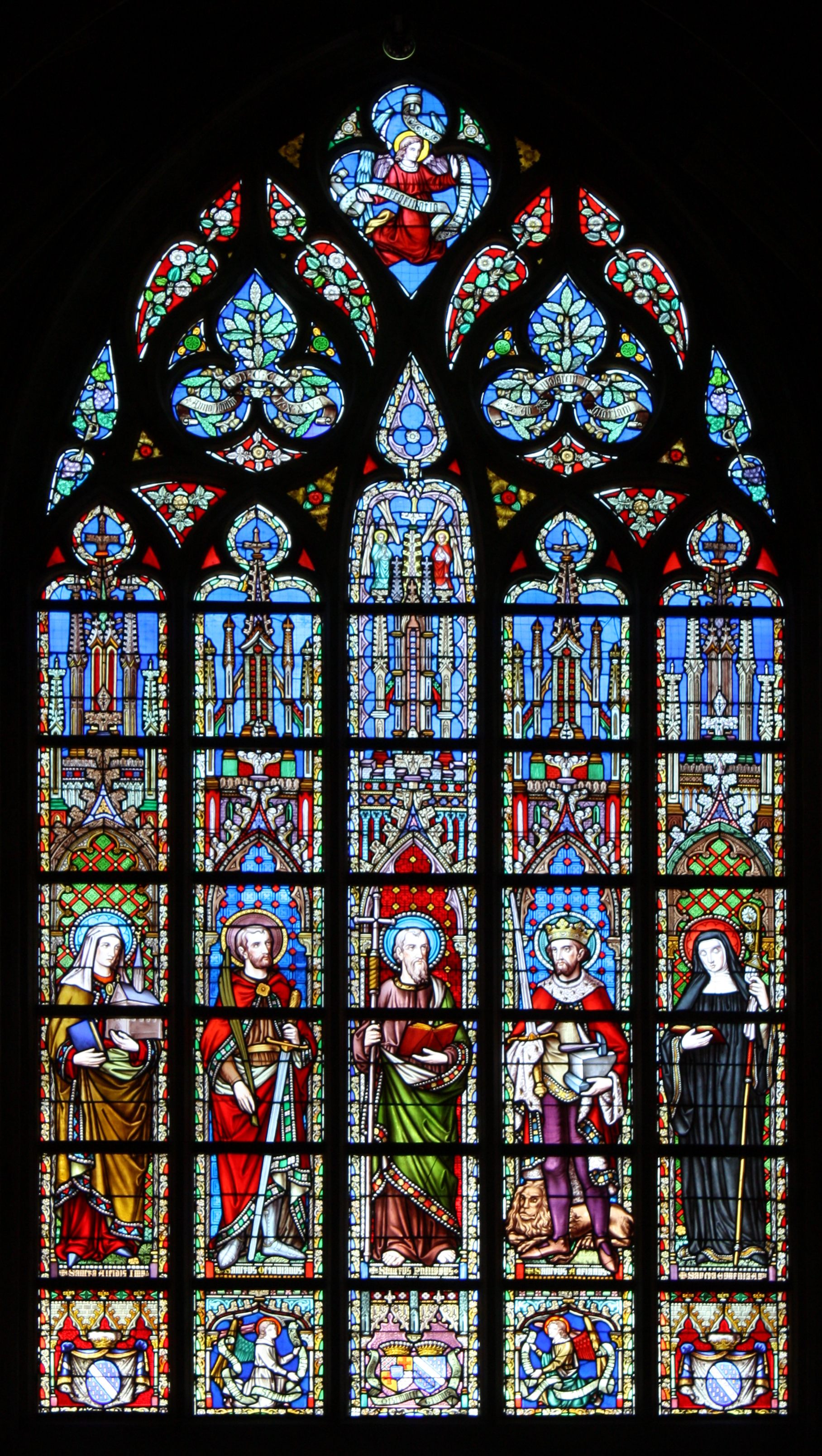